# Bodensee-Gymnasium Lindau
Das Bodensee-Gymnasium Lindau ist eines der zwei Gymnasien der Stadt Lindau (Bodensee).

## Geschichte
Das Gymnasium ging in seinen Ursprüngen aus einer Lateinschule hervor, die 1528 im Zuge der Reformation gegründet wurde. Der erste Leiter dieser Schule war Caspar Heldelin. Neben Latein wurden Griechisch, Hebräisch, Philosophie und Rhetorik unterrichtet. 1641 übersiedelte die Lateinschule in das Barfüßerkloster auf der Insel Lindau (das heutige Stadttheater).
1859 kam es zur Gründung einer dreiklassigen Handels- und Gewerbeschule, die 1877 in eine sechsklassige Realschule umgewandelt wurde. Die ältere Lateinschule wurde 1917 als humanistischer Zweig angegliedert. 1938 entstand aus diesem heterogenen Gebilde eine achtklassige „Deutsche Oberschule“, an der 1939 die ersten Reifeprüfungen abgelegt wurden.
1945 kam es im Zuge der demokratischen Neustrukturierung und -gliederung von Schulen zu einer Neueröffnung als Oberrealschule mit Gymnasium. 1959/60 erfolgte die Errichtung eines neuen Schulgebäudes an der Reutiner Straße mit Umbauten und Erweiterungen bis in die neueste Zeit. Seit 1965 trägt diese Schule in Aeschach den Namen „Bodensee-Gymnasium“ (kurz: BOGY).
Von 2015 bis 2019 war Edward König der Schulleiter. 2019 übernahm Jutta Merwald die Leitung.

## Struktur
Das Bodensee-Gymnasium umfasst drei Ausbildungsrichtungen:
- Wirtschafts- und Sozialwissenschaftliches Gymnasium mit wirtschaftswissenschaftlichem Profil (WSG-W in der bisher 8-jährigen, WWG in der künftig 9-jährigen Form)
- Sprachliches Gymnasium (SG) mit Italienisch als 3. Fremdsprache
- Naturwissenschaftlich-technologisches Gymnasium (NTG).

Mit der Jahrgangsstufe 5 des Schuljahrs 2017/18 begann wie überall in Bayern die Umstellung auf ein wieder neunjähriges Gymnasium.

## Bekannte Lehrkräfte und Schüler
- Anton Hauser (1840–1913), Religionslehrer von 1864–1868
- Joseph Gebhard Himmler (1865–1936), besuchte bis 1878 die Lateinschule[3], später Gymnasialdirektor an verschiedenen bayerischen Gymnasien
- Richard Wiebel (1869–1945), katholischer Geistlicher und Heimatforscher
- Martin Walser (1927–2023), Schriftsteller
- Thaddäus Steiner (1933–2017), Heimatforscher
- Bruno Müller-Oerlinghausen (* 1936), Psychopharmakologe
- Udo Reiter (1944–2014), Journalist und ehemaliger Intendant des Mitteldeutschen Rundfunks
- Werner Mang (* 1949), Arzt für ästhetische Chirurgie
- Wolfgang Herles (* 1950), Wirtschaftsjournalist und Sachbuchautor
- Wolfgang Ferchl (* 1955), Piper-Verleger
- Andreas von Bechtolsheim (* 1955), Unternehmer und Mitgründer von Sun Microsystems
- Nikolaus Pfanner (* 1956), Medizinforscher, ausgezeichnet mit dem Gottfried-Wilhelm-Leibniz-Preis
- Jockel Tschiersch (* 1957), Schauspieler und Kabarettist
- Wolfgang Mitschke (* 1957), Jazzmusiker
- Rudi Spring (* 1962), Komponist, Pianist und Hochschulpädagoge
- Harald Heinrich (* 1967), Domkapitular und Generalvikar im Bistum Augsburg
- Marc Hindelang (* 1967), Sportkommentator
- Matthias von Hartz (* 1970), Theaterfestivalleiter
- Michael Neugart (* 1970), Ökonom und Hochschullehrer
- Elisabeth Steiner (* 1970), deutsche Juristin und Richterin am Bundesverwaltungsgericht
- Heiko Ruprecht (* 1972), Schauspieler (Der Bergdoktor)[4]
- Achim Kemmerling (* 1973), Politikwissenschaftler, Ökonom und Hochschullehrer
- Thomas Brüchle (* 1976), Paralympics-Teilnehmer 2012, (Rollstuhl-)Tischtennisprofi
- Christopher Doll (* 1976), Filmregisseur
- Stephanie Stremler (* 1977), Schauspielerin